# (507) Laodica
(507) Laodica – planetoida z pasa głównego asteroid okrążająca Słońce w ciągu 5 lat i 222 dni w średniej odległości 3,16 j.a. Została odkryta 19 lutego 1903 roku w Landessternwarte Heidelberg-Königstuhl w Heidelbergu przez Raymonda Dugana. Nazwa planetoidy pochodzi od Laodike, najurodziwszej z córek Priama i Hekabe w mitologii greckiej. Przed nadaniem nazwy planetoida nosiła oznaczenie tymczasowe (507) 1903 LO.